# Alyssa Milano
Alyssa Jayne Milano (Brooklyn, Nueva York, 19 de diciembre de 1972) es una actriz, activista, productora y excantante estadounidense. Conocida principalmente por sus papeles en Who's the Boss?, Melrose Place, Embrujadas y Mistresses, y sus apariciones en Me llamo Earl y Wet Hot American Summer: Ten Years Later. Como activista, Milano es conocida por su papel en el movimiento MeToo en octubre de 2017.

## Biografía
Milano nació el 19 de diciembre de 1972, en Bensonhurst, Brooklyn, hija de la diseñadora de moda y mánager de talento Lin Milano y del editor de música de cine Thomas M. Milano. Ella y su hermano, Cory, que es siete años menor, son de ascendencia italiana. Su familia permaneció en Bensonhurst hasta que un tiroteo del vecindario los incitó a trasladarse a Great Kills, Staten Island. Recibió una educación católica.

## Trayectoria

#### 1984-1996
Milano comenzó su carrera a los siete años, cuando su niñera, sin avisar a sus padres,  la llevó a una audición para la compañía nacional de gira de Annie. Milano fue una de las cuatro seleccionadas entre más de 1.500 chicas. Durante su trabajo en la obra, Milano y su madre estuvieron de viaje durante 18 meses. Después de regresar a Nueva York, apareció en anuncios de televisión e interpretó varios papeles en producciones del off-Broadway, incluyendo la primera adaptación musical estadounidense de Jane Eyre. Al acompañar a una amiga de la producción de Annie a la oficina de un agente neoyorquino, que tras conocerla comenzó a representarla. La actriz no cree que crecer frente a las cámaras haya sido perjudicial para su infancia, y dijo: «Quiero mucho a mi familia – han apoyado mucho mi carrera. Me considero normal: tengo que limpiar mi habitación y ayudar en la cocina»
En agosto de 1984, Milano debutó en el cine con el drama  sobre la mayoría de edad Old Enough, que recordó como una forma "estupenda" de "comenzar". La película se proyectó en el Sundance Film Festival, donde ganó el primer premio.
Milano se presentó al casting para interpretar a la hija de Tony Danza en la sitcom Who's the Boss?. Tras conseguir el papel, ella y su familia se trasladaron a Los Ángeles, donde se produjo la serie. Se estrenó en la cadena ABC el 20 de septiembre de 1984. Durante su participación en Who's the Boss?, Milano entabló una estrecha relación con su compañero de reparto, Danza. Comentando sobre sus primeros años juntos, Danza explicó: "Ella era simplemente la niñita más dulce de todos los tiempos... Se volvió muy parecida a mi hija". La serie estableció a Milano como un ídolo adolescente, y le brindó oportunidades para otros papeles. Su educación se dividió entre la escuela y un tutor en conjunto con el que Milano trabajaba durante tres horas al día.
A los doce años, Milano coprotagonizó Commando como Jenny Matrix, la hija de John Matrix (Arnold Schwarzenegger).
Posteriormente, protagonizó la película infantil El fantasma de Canterville, que no obtuvo muchos elogios ni atención, y la revista Variety señaló en su crítica: "Milano, en el papel de la catalizadora hija Jennifer, se adapta al fantasmagórico Sir Simon sin ningún reparo; ése, por supuesto, es el verdadero encanto de la historia, pero Milano no exhibe suficiente presencia para igualar al gracioso y encantador Gielgud"
Unos años después, esta película fue presentada en Japón, lo que llevó a un productor a ofrecer a Milano un contrato de cinco discos. Los álbumes de Milano, que describió como "bubblegum pop", obtuvieron platino en el país, aunque más tarde mostró su descontento por su calidad musical. Posteriormente, protagonizó la película para niños The Canterville Ghost, que no logró mucha alabanza o atención y la revista Variety señaló en su reseña: «Milano como Jennifer, la hija catalizadora,  se adapta al fantasmal Sir Simon sin ninguna duda. Ese es el verdadero encanto de la historia, por supuesto, pero Milano no exhibe suficiente presencia para emparejarse con el gracioso y encantador Gielgud».
En el escenario, actuó en Tender Offer, una obra de un acto escrita por Wendy Wasserstein, All Night Long por el dramaturgo John O'Keefe, y la primera adaptación musical americana de Jane Eyre. Regresó al teatro en 1991, produciendo y protagonizando en Los Ángeles  la producción Butterflies Are Free del 26 de diciembre de 1991, al 19 de enero de 1992.
Milano protagonizó dos películas de televisión en 1988: Crash Course y Dance 'til Dawn. Ambos proyectos le permitieron trabajar junto a su amigo personal Brian Bloom, que trabajó con su hermano Scott y con ella en episodios de Who's the Boss; Esta camaradería se ampliaría más tarde, en 1993, cuando Milano hizo un cameo en la película de Bloom, The Webbers. También produjo un video de entrenamiento para adolescentes, Teen Steam, y logró algo de fama fuera de los Estados Unidos con su carrera musical, que duró hasta principios de los 90. A pesar de haber llegado al disco de platino en Japón, Milano no tenía ningún interés en seguir una carrera musical en Estados Unidos: "No me interesa cruzar fronteras. Prefiero que se publique donde la aprecien a que se rían de ella"."  Al mismo tiempo, escribía una columna semanal titulada "From Alyssa, with love" De Alyssa, con amor)p ara la revista adolescente Teen Machine.
Milano interpretó a una prostituta adolescente en la película independiente de 1992 Where the Day Takes You. La película, que se centra en un grupo de jóvenes fugitivos y adolescentes sin hogar, se rodó en Hollywood Boulevard y sus alrededores. y tuvo una acogida positiva por parte de la crítica. Fue nominada para el Premio de la Crítica en el Festival de Cine de Deauville, y ganó el Premio Golden Space Needle en el Festival Internacional de Cine de Seattle.
Aunque Milano temía que los espectadores solo la reconocieran como «la chica de Who's the Boss?», los medios de comunicación se fijaron en ella, lo que le ayudó a conseguir el papel de Amy Fisher en el telefilme de gran repercusión Casualties of Love: The "Long Island Lolita" Story, uno de los tres telefilmes basados en el asesinato de Mary Jo Buttafuoco a manos de Fisher. Milano dijo que su retrato de Fisher en la película, que se basó en el punto de vista de Buttafuoco, "era la menos 'Alyssa' de todo lo que había hecho"." La película se rodó entre noviembre y diciembre de 1992. La actriz acogió con satisfacción la cancelación de la serie, ya que estaba preparada para pasar a otros papeles y entusiasmada por "demostrar" lo que era capaz de hacer. Tras ocho años interpretando el mismo papel, Milano comentó: "Creativamente, ha sido muy frustrante. Le di más personalidad. Le cambié el vestuario, le corté el pelo, cualquier cosa para darle nueva vida".
A principios de los años noventa, Milano realizó una audición para casi todos los papeles cinematográficos en su grupo de edad, incluyendo B movies, y finalmente intentó deshacerse de su imagen de "niña buena" apareciendo desnuda en varias películas eróticas dirigidas a adultos, como Embrace of the Vampire, Deadly Sins y Poison Ivy II: Lily. Ella dijo que las apariencias desnudas le enseñaron a comenzar a requerir una cláusula de la desnudez en sus contratos que le daban «control completo» sobre todas sus escenas desnudas En una entrevista de 1995, explicó su motivación para algunas escenas explícitas de El abrazo del vampiro: "No voy a decir que me manipularon para que hiciera cosas que no quería hacer. Lo hice porque era una mujer directora y me sentí protegida. Y aprendí mucho en cuanto a saber dónde está la cámara y qué cobertura necesitan para que no sea todo explícito".
Protagonizó otros papeles, como Candles in the Dark, Confessions of a Sorority Girl, The Surrogate, To Brave Alaska y Fear, que no recibieron críticas muy positivas, aunque Jack Matthews, de Los Angeles Times, calificó la actuación de Milano en Fear de "muy buena".

#### 1997-2010

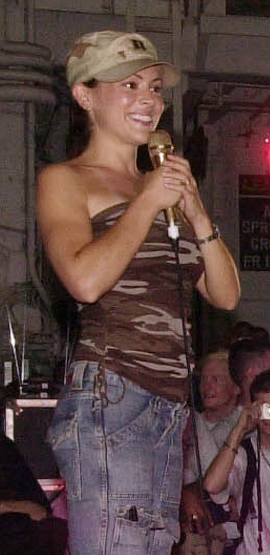
Milano a bordo del en 2003.

Milano protagonizó el papel principal en Hugo Pool (1997).
A finales de 1996, el productor Aaron Spelling ofreció a Milano el papel de Jennifer Mancini en la serie Melrose Place: "Buscábamos a alguien con chispa, Alyssa era la elección perfecta"  Se fue temprano en la temporada siete. En 1998, fue elegida como Phoebe Halliwell, uno de los tres personajes principales de la serie Charmed. Ella y Holly Marie Combs se convirtieron en productoras de la serie durante la cuarta temporada. La serie duró ocho temporadas y finalizó en 2006. También en 1998, interpretó el  interés amoroso de Mark Hoppus en el vídeo musical para Blink-182 "Josie".
A principios de los años 2000, Milano interpretó a Eva Savelot en los anuncios de MCI Inc. para la campaña 1-800-COLLECT de esa empresa.
En 2007, el trabajo comercial de Milano incluyó dos anuncios televisivos de 2007 para Veet y Sheer Cover. Ese año, rodó un piloto para la cadena ABC llamado Reinventing the Wheelers, que no fue seleccionado para la temporada 2007-08. Esa temporada apareció en diez episodios de My Name Is Earl.
Milano formó parte de la cobertura especial de TBS para los playoffs de las grandes Ligas de Béisbol de 2007. Fan del Los Angeles Dodgers, en abril de 2007, Milano comenzó a escribir un blog de béisbol en la página web de Major League Baseball. Ese año fue reportera en el Fenway Park durante el partido de la final de la Liga Americana de Béisbol entre the Boston Red Sox Medias Rojas de Boston y de Los Angeles Angels of Anaheim.
Ese mismo año, lanzó su línea "Touch" de ropa de equipo para aficionadas del béisbol femenino, vendiéndola a través de su blog en el sitio web de Major League Baseball. En 2009, también se puso a la venta en una tienda boutique situada en el Citi Field, sede de los Mets de Nueva York. Está interesada en Los Angeles Kings, un equipo de la Liga Nacional de Hockey y participa en una línea de ropa relacionada. En 2008, amplió su afición al fútbol americano de la NFL, comde NFL Network, reveló algunas de las conexiones de su familia con los Gianto seguidora de los New York Giants. Como Milano es de la misma ciudad que Rich Eisen de la cadena NFL, reveló algunas de las conexiones de su familia con los Giants. En 2013, Milano expandió "Touch" a la NASCAR.

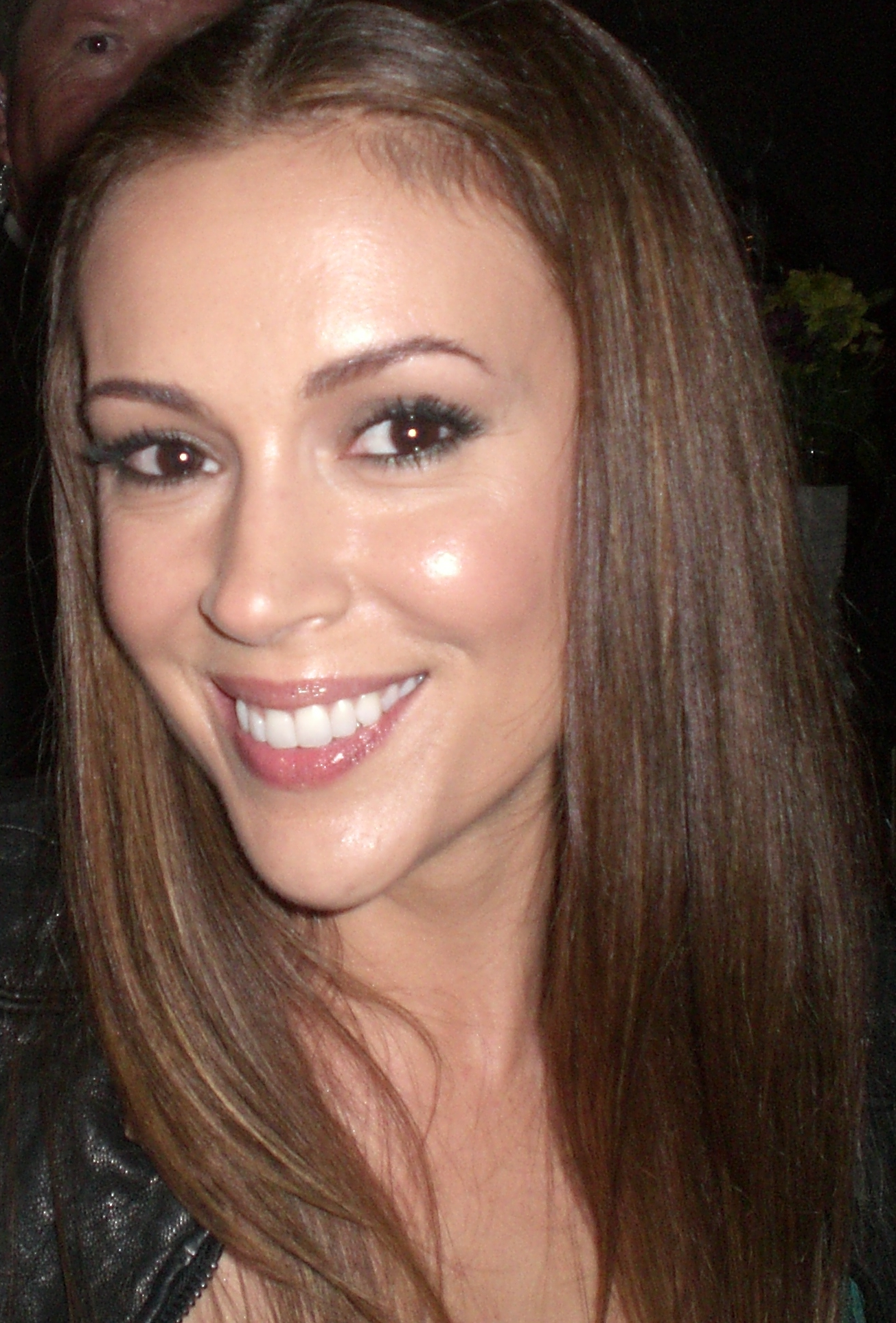
Milano en 2008.

El 20 de marzo de 2009 se anunció que Milano pondría voz a la Dra. Ilyssa Selwyn en Ghostbusters: The Video Game. En una entrevista de 2010, declaró a la prensa que se lo había pasado "genial" trabajando en el juego, aunque recordó que era "raro" tener que gruñir sola en una habitación.
El 24 de marzo de 2009, publicó un libro sobre su afición al béisbol, Safe At Home: Confessions of a Baseball Fanatic. Milano firmó para protagonizar y producir My Girlfriend's Boyfriend, una comedia romántica en la que interpreta a una mujer con un dilema sentimental.
Milano protagonizó la comedia de situación Romantically Challenged en el papel de Rebecca Thomas, una abogada de Pittsburgh, madre soltera y divorciada recientemente, que no ha salido con nadie "desde que Bill Clinton era presidente".. La serie se estrenó en ABC el 19 de abril de 2010. y fue cancelada después de cuatro episodios.
Milano produjo y encabezó el reparto de la película de televisión de Lifetime Sundays at Tiffany's, que supuso su segunda  colaboración con la cadena de televisión británica, después de Wisegal (2008).

#### 2011-presente

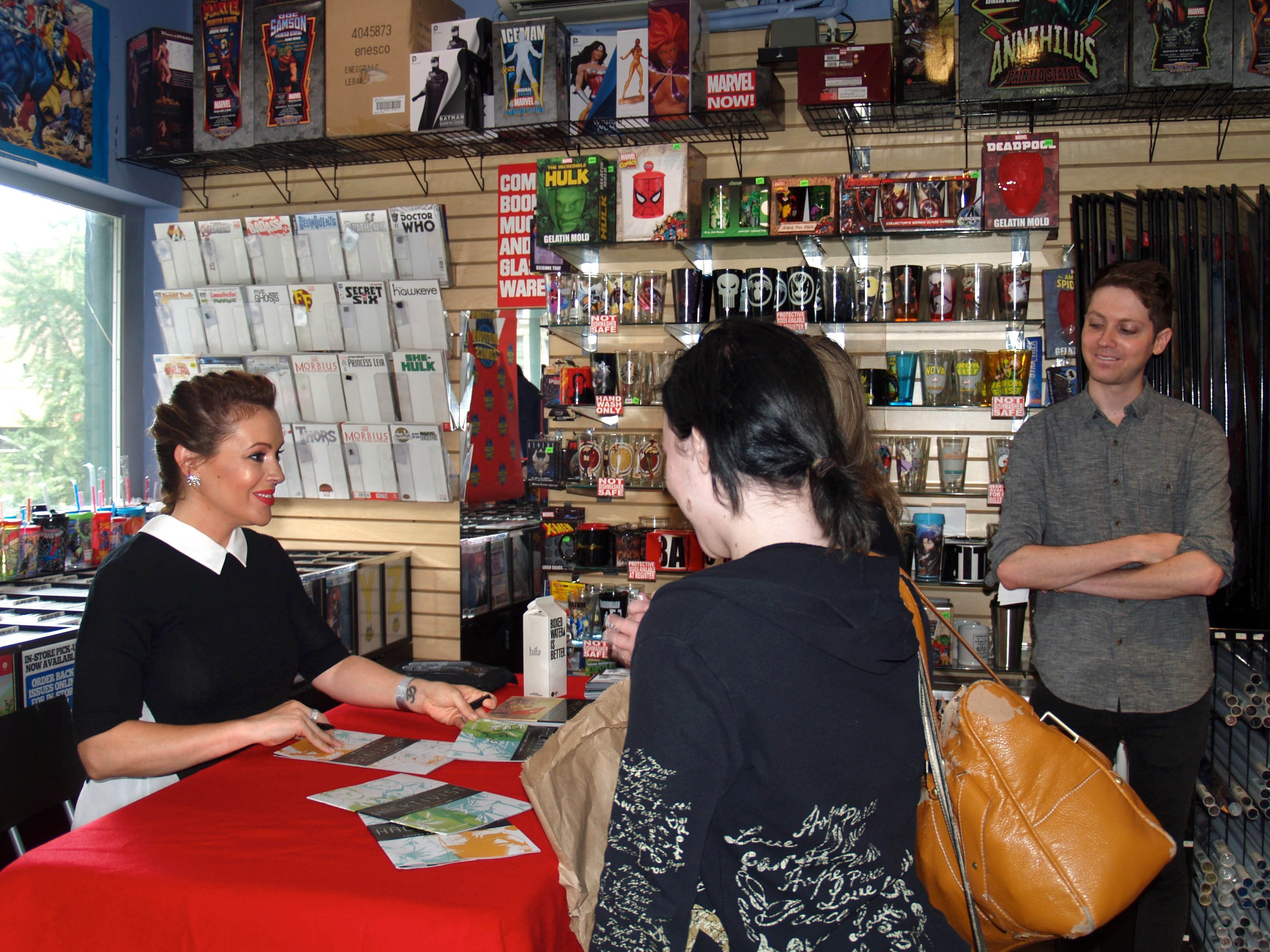
Milano firmando copias de sus fanes de su novela gráfica, Hacktivist, en Midtown Comics en Manhattan.

Milano protagonizó dos películas de comedia Hall Pass y New Year's Eve.
En 2013 creó la serie de cómics Hacktivist, escrita por Jackson Lanzing y Collin Kelly, dibujada por Marcus To y publicada por Archaia Entertainment. El libro, que explora el mundo moderno de la piratería y el activismo global, es descrito como "un thriller cibernético de ritmo rápido sobre la amistad y la libertad en tiempos de guerra". Se publicó digitalmente a finales de 2013, mientras que el primer número de edición impresa de la miniserie de cuatro números se publicó en enero de 2014. Una edición de tapa dura que recogía los cuatro números se publicó en julio de 2014. La serie recibió críticas positivas y actualmente tiene una puntuación de 8,1 sobre 10 en el sitio web del agregador de reseñas Comic Book Roundup.
En junio de 2013 interpretó a Savannah Davis en la serie dramática de ABC Mistresses, que cuenta la vida escandalosa de cuatro amigas, pero dejó el programa después de la segunda temporada, debido a un conflicto entre el lugar de rodaje y un problema familiar. Ella firmó como anfitriona y juez en Project Runway: All Stars a partir de la tercera temporada. El 2 de marzo de 2015, Milano fue anfitriona invitada en The Talk.
En 2017, Milano se unió al elenco de la serie de comedia Netflix Wet Hot American Summer: Ten Years Later. En 2018 y 2019 formó parte de Insatiable para Netflix interpretando a Coralee. En 2019 aparece en un episodio de Grey's Anatomy junto a Holly Marie Combs, antigua compañera de Charmed donde ambas interpretaban a dos hermanas. En 2019, lanzó un libro para niños Hope: Project Middle School Book que forma parte de su serie de libros 'Hope' de la que es coautora con Debbie Rigaud.
En 2020, Milano fue una estrella recurrente en la comedia de Quibi The Now. En 2021, Milano fue elegida para protagonizar la adaptación cinematográfica de Netflix de la novela de Nora Roberts Brazen Virtue.
En octubre de 2021, Milano publicó su libro Sorry Not Sorry. Contiene 32 ensayos que describen su activismo y sus pensamientos sobre temas políticos y sociales de actualidad. El 29 de octubre de 2021, Milano firmó un contrato de producción con A&E Studios. También firmó un contrato con United Talent Agency (UTA) más recientemente, el 13 de diciembre de 2021.

## Vida personal
Milano tiene dislexia. En una entrevista de 2004, ella explicó cómo se las arregla con la enfermedad:

«He tropezado con palabras mientras leo el teleprompter. Sir John Gielgud, con quien trabajé en The Canterville Ghost años atrás, me dio un gran consejo. Cuando le pregunté cómo había memorizado sus monólogos, dijo: "Los escribo". Yo uso ese método hasta el día de hoy. No sólo me familiariza con las palabras, sino que las hace propias.»

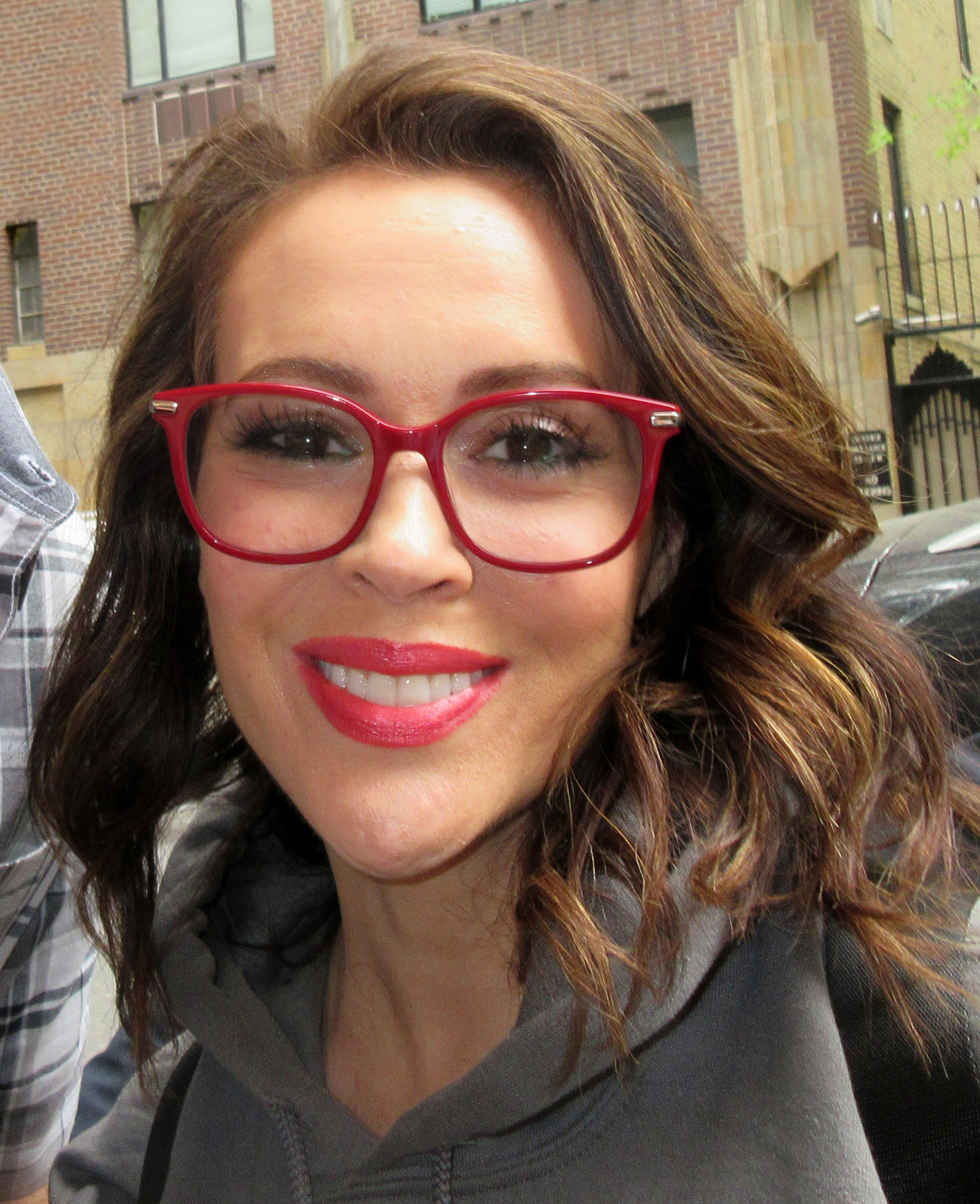
Estrella de ¿Quién es el jefe?, Charmed, Melrose Place, Poison Ivy II y Commando.

Milano mantuvo una relación con el actor Corey Haim de The Lost Boys  de 1987 a 1990. Milano y sus padres, junto con su mánager en ese momento, trataron sin éxito que Haim recibiera ayuda para su adicción. En 1993, Milano se comprometió con el actor Scott Wolf, pero rompieron su compromiso el año siguiente. El 1 de enero de 1999, Milano se casó con el cantante Cinjun Tate. Se separaron el 20 de noviembre de 1999 y se divorciaron el 1 de diciembre de 1999.
Después de un año de noviazgo, Milano se comprometió con el agente de la Agencia de Artistas Creativos David Bugliari en diciembre de 2008, y se casaron el 15 de agosto de 2009 en la casa familiar de Bugliari en Nueva Jersey. Tienen un hijo y una hija. En 2018 como parte de la campaña #WhyIDidntReport (Por qué no reporté) a raíz de las acusaciones contra Brett Kavanaugh reveló haber sufrido violación sexual dos veces en su vida, una de ellas durante la adolescencia. Milano fue también activista a favor de la campaña #MeToo (Yo también) relacionado con el acoso sexual en Hollywood.
En agosto de 2020, Milano reveló que había dado positivo por COVID-19.

## Filmografía

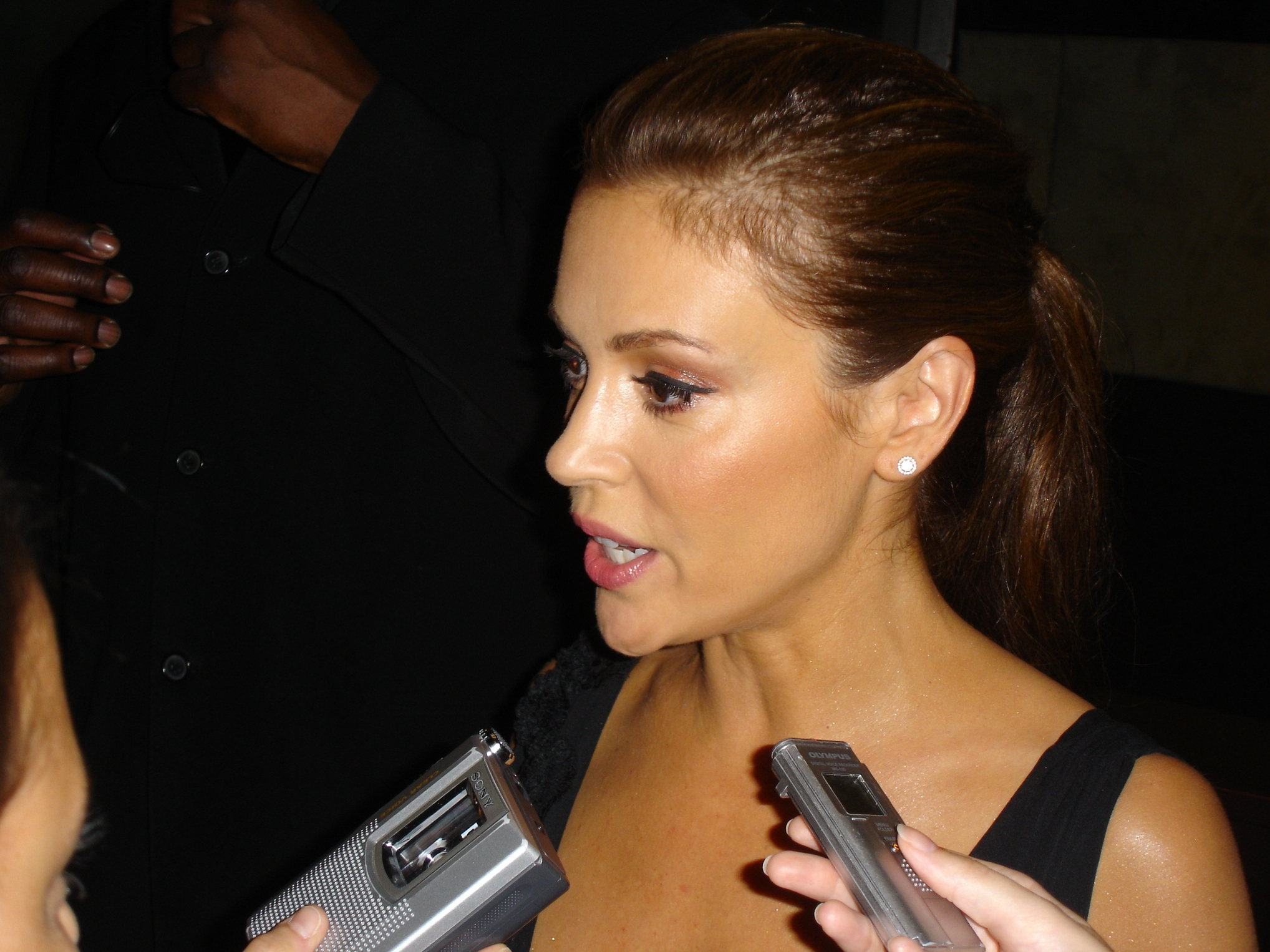
Alyssa Milano en una entrevista en 2008.

### Cine
| Año  | Título                                       | Rol                                  | Notas                               |
| ---- | -------------------------------------------- | ------------------------------------ | ----------------------------------- |
| 1984 | Old Enough                                   | Diane                                |                                     |
| 1985 | Commando                                     | Jenny Matrix                         |                                     |
| 1989 | Speed Zone (Los locos de Cannonball 3 [Esp]) | Lurleen                              | También llamada: "Cannonball Fever" |
| 1992 | Where the Day Takes You                      | Kimmy                                |                                     |
| 1992 | Little Sister                                | Diana                                |                                     |
| 1993 | Conflict of Interest                         | Eve                                  |                                     |
| 1994 | Double Dragon                                | Marian Delario / Jefe de Power Corps |                                     |
| 1995 | Embrace of the Vampire                       | Charlotte Wells                      |                                     |
| 1995 | Glory Daze                                   | Chelsea                              |                                     |
| 1995 | Deadly Sins                                  | Cristina Herrera                     |                                     |
| 1996 | Poison Ivy II: Lily                          | Lily Leonetti                        | Directo a vídeo                     |
| 1996 | Fear                                         | Margo Masse                          |                                     |
| 1996 | Public Enemies                               | Amaryllis                            | Directo a vídeo                     |
| 1996 | Jimmy Zip                                    | Francesca                            | Corto                               |
| 1997 | Below Utopia                                 | Susanne                              | También productora                  |
| 1997 | Hugo Pool                                    | Hugo Dugay                           |                                     |
| 2001 | Lady and the Tramp II: Scamp's Adventure     | Ángel                                | Voz                                 |
| 2002 | Buying the Cow                               | Amy                                  |                                     |
| 2002 | Kiss the Bride                               | Amy Kayne                            |                                     |
| 2003 | Dickie Roberts: Former Child Star            | Cyndi                                |                                     |
| 2005 | Dinotopia: Quest for the Ruby Sunstone       | 26                                   | Voz                                 |
| 2007 | The Blue Hour                                | Allegra                              | Premier en 21 de septiembre         |
| 2008 | Pathology                                    | Gwen Williamson                      |                                     |
| 2010 | DC Showcase: The Spectre                     | Aimee Brenner                        | Voz. Corto                          |
| 2010 | My Girlfriend's Boyfriend                    | Jesse Young                          | También productor                   |
| 2011 | Beverly Hills Chihuahua 2                    | Biminy                               | Voz. Directo a vídeo                |
| 2011 | Hall Pass                                    | Mandy Bohac                          |                                     |
| 2011 | New Year's Eve                               | Enfermera Mindy                      | Segmento: "Hospital Story"          |
| 2018 | Little Italy                                 | Dora                                 |                                     |
| 2022 | Brazen                                       | Grace Miller                         |                                     |

### Series
| Año         | Título                                                            | Personaje                       | Notas |
| ----------- | ----------------------------------------------------------------- | ------------------------------- | --- |
| 1984 - 1992 | Who's the Boss?                                                   | Samantha "Sam" Micelli          | Personaje principal. 196 Episodios                                                                                |
| 1986        | The Canterville Ghost                                             | Jennifer Canterville            | Película para televisión                                                                                          |
| 1988        | Crash Course                                                      | Vanessa Crawford                | Película para televisión. También llamada: "Driving Academy"                                                      |
| 1988        | Dance 'Til Dawn                                                   | Shelley Sheridan                | Película para televisión                                                                                          |
| 1989        | Living Dolls                                                      | Samantha "Sam" Micelli          | Estrella invitada. 2 Episodios                                                                                    |
| 1989        | The Making of The Little Mermaid                                  | Ella misma (Anfitriona)         | Especial de televisión                                                                                            |
| 1993        | Casualties of Love: The Long Island Lolita Story                  | Amy Fisher                      | Película para televisión                                                                                          |
| 1993        | The Webbers                                                       | Fan                             | Película para televisión                                                                                          |
| 1993        | Candles in the Dark                                               | Sylvia Velliste                 | Película para televisión                                                                                          |
| 1994        | Confessions of a Sorority Girl                                    | Rita Summers                    | Película para televisión                                                                                          |
| 1995        | The Surrogate                                                     | Amy Winslow                     | Película para televisión                                                                                          |
| 1995        | The Outer Limits                                                  | Hannah Valesic                  | Estrella invitada. 1 Episodio                                                                                     |
| 1996        | To Brave Alaska                                                   | Denise Harris                   | Película para televisión                                                                                          |
| 1997; 2001  | Spin City                                                         | Meg Winston                     | Estrella invitada. 2 Episodios                                                                                    |
| 1997 - 1998 | Melrose Place                                                     | Jennifer Mancini                | Personaje principal. 40 Episodios                                                                                 |
| 1998        | Goldrush: A Real Life Alaskan Adventure (La fiebre del oro [Esp]) | Frances Ella 'Fizzy' Fitz       | Película para televisión                                                                                          |
| 1998        | Fantasy Island                                                    | Gina Williams                   | Estrella invitada. 1 Episodio                                                                                     |
| 1998 - 2006 | Charmed                                                           | Phoebe Halliwell                | Personaje principal Productora Ejecutiva (T4-8). 178 Episodios                                                    |
| 2001        | Diamond Hunters                                                   | Tracey Van der Byl              | Película para televisión                                                                                          |
| 2001        | Family Guy (Padre de familia [Esp])                               | Ella misma (Voz)                | Estrella especial invitada 1 Episodio (T3, Epi 3)                                                                 |
| 2001        | The Diamond Hunters                                               | Tracy Van der Byl               | Personaje principal. Miniserie, 2 Episodios                                                                       |
| 2007 - 2008 | Me llamo Earl                                                     | Billie Cunningham               | Personaje recurrente 10 Episodios (T3)                                                                            |
| 2008        | Wisegal                                                           | Patty Montanari                 | Película para televisión                                                                                          |
| 2010        | Castle                                                            | Kyra Blaine                     | Estrella especial invitada 1 Episodio (T2, Epi 12)                                                                |
| 2010        | Kick Buttowski: Suburban Daredevil                                | Scarlett (voz)                  | Estrella especial invitada Episodio: "Y... acción"                                                                |
| 2010        | Sundays at Tiffany's                                              | Jane Claremont                  | Película para televisión; también acreditada como productora                                                      |
| 2010 - 2011 | Romantically Challenged                                           | Rebecca Thomas                  | Personaje principal. 6 Episodios                                                                                  |
| 2011        | Young Justice                                                     | Pamela Isley / Poison Ivy (voz) | Estrella especial invitada Episodio 14: "Revelation"                                                              |
| 2011 - 2012 | Breaking In                                                       | Amy Osborn                      | Estrella especial invitada Episodio 2: "Tis Better to Have Loved and Flossed" Episodio 9: "Chasing Amy and Molly" |
| 2013 - 2014 | Mistresses                                                        | Savannah "Savi" Davis           | Personaje principal 26 Episodios (T1-2)                                                                           |
| 2017        | Wet Hot American Summer: Ten Years Later                          | Renata Murphy                   | Personaje recurrente. 5 Episodios                                                                                 |
| 2018 - 2019 | Insatiable                                                        | Coralee Huggens Armstrong       | Personaje principal. 18 Episodios                                                                                 |
| 2019        | Tempting Fate                                                     | Gabby Cartwright                | Película para televisión                                                                                          |
| 2019        | Grey's Anatomy (Anatomía de Grey [Esp])                           | Haylee Peterson                 | Personaje invitado. 1 Episodio                                                                                    |

### Programas de televisión
| Año           | Título                    | Rol          | Notas                                             |
| ------------- | ------------------------- | ------------ | ------------------------------------------------- |
| 2013–presente | Project Runway: All Stars | Presentadora |                                                   |
| 2014          | Hollywood Game Night      | Invitada     | Episodio: "Things That Go Clue-Boom in the Night" |
| 2015          | RuPaul's Drag Race        | Jurado       |                                                   |

### Apariciones de TV
| Año  | Título                  | Temporada  | Episodio                     | Nota                                 |
| ---- | ----------------------- | ---------- | ---------------------------- | ------------------------------------ |
| 2010 | Hollywood 411           | ella misma | Episodio 7 de mayo de 2010   | Reality TV                           |
| 2010 | The Daily 10            | ella misma | Episodio 3 de mayo de 2010   | Noticias                             |
| 2010 | The Wendy Williams Show | ella misma | Episodio 26 de abril de 2010 | Programa de entrevista               |
| 2010 | Dancing with the Stars  | 10         | Episodio 10: Round Five      | Reality TV (miembro de la audiencia) |
| 2010 | The Joy Behar Show      | ella misma | Episodio 21 de abril de 2010 | Programa de entrevista               |
| 2010 | Extra                   | ella misma | Episodio 19 de abril de 2010 | Noticias                             |

### Videojuegos
| Año  | Título       | Rol                      |
| ---- | ------------ | ------------------------ |
| 2009 | Ghostbusters | Dra. Ilyssa Selwyn (voz) |

### Videoclips
| Título | Banda     | Año  | Participación                              |
| ------ | --------- | ---- | ------------------------------------------ |
| Josie  | Blink-182 | 1998 | Protagonista que se enamora de Mark Hoppus |

## Premios y nominaciones
| Año  | Asociación             | Categoría                                                                                                   | Trabajo                                  | Resultado |
| ---- | ---------------------- | --- | ---------------------------------------- | --------- |
| 1985 | Young Artist Awards    | Best Young Supporting Actress in a Television Series                                                        | Who's the Boss?                          | Ganadora  |
| 1986 | Young Artist Awards    | Exceptional Performance by a Young Actress Starring in a Feature Film – Comedy or Drama                     | Commando                                 | Nom       |
| 1987 | Young Artist Awards    | Best Young Female Superstar in Television                                                                   | Who's the Boss?                          | Ganadora  |
| 1988 | Young Artist Awards    | Best Young Actress in a TV Special, Pilot, Movie of the Week, or Mini-Series                                | Dance 'til Dawn                          | Nom       |
| 1988 | Kids' Choice Awards    | Favorite TV Actress                                                                                         | Who's the Boss?                          | Ganadora  |
| 1989 | Kids' Choice Awards    | Favorite TV Actress                                                                                         | Who's the Boss?                          | Ganadora  |
| 1990 | Kids' Choice Awards    | Favorite TV Actress                                                                                         | Who's the Boss?                          | Ganadora  |
| 2001 | Annie Awards           | Outstanding Individual Achievement for Voice Acting by a Female Performer in an Animated Feature Production | Lady and the Tramp II: Scamp's Adventure | Nom       |
| 2001 | RATTY Awards           | Outstanding Ensemble in a Science Fiction Series                                                            | Charmed                                  | Nom       |
| 2001 | Wand Awards            | Best Fight (Alyssa Milano and Shannen Doherty)                                                              | Charmed                                  | Nom       |
| 2004 | Spacey Awards          | Favorite Female TV Character (Phoebe Halliwell)                                                             | Charmed                                  | Nom       |
| 2005 | Kids' Choice Awards    | Favorite Television Actress                                                                                 | Charmed                                  | Nom       |
| 2006 | Teen Choice Awards     | Television – Choice Actress                                                                                 | Charmed                                  | Nom       |
| 2007 | AOL TV                 | Top TV Witches (Phoebe Halliwell)                                                                           | Charmed                                  | Ganadora  |
| 2008 | AOL TV                 | Top TV Witches (Phoebe Halliwell)                                                                           | Charmed                                  | Ganadora  |
| 2015 | People's Choice Awards | Favorite Dramatic TV Actress                                                                                | Mistresses                               | Nom       |
| 2016 | UNICEF Award           | Spirit of Compassion Award                                                                                  |                                          | Ganadora  |
| 2017 | Women's Choice Awards  | SpotLight Choice Women Award                                                                                |                                          | [ 84 ]    |

## Discografía
| Look In My Heart (1989) #3 |                                                |          |  |
| N.º                        | Título                                         | Duración |  |
| 1.                         | «Look In My Heart»                             | 3:30     |  |
| 2.                         | «What A Feeling»                               | 3:47     |  |
| 3.                         | «Da Doo Ron Ron / Magic in Your Eyes (Medley)» | 4:32     |  |
| 4.                         | «You Lied To Me»                               | 3:50     |  |
| 5.                         | «Kimi Wa Sunshine Boy»                         | 3:27     |  |
| 6.                         | «Born To Love»                                 | 3:27     |  |
| 7.                         | «Waiting For My Star»                          | 4:52     |  |
| 8.                         | «Straight To The Top»                          | 3:21     |  |
| 9.                         | «Look In My Heart» (Extenden Dance Remix)      | 6:07     |  |

| Alyssa (1989) #1 |                                                |          |  |
| N.º              | Título                                         | Duración |  |
| 1.               | «I Just Wanna Be Loved»                        | 3:25     |  |
| 2.               | «I Had A Dream»                                | 3:45     |  |
| 3.               | «Step By Step»                                 | 4:57     |  |
| 4.               | «Can You Feel It»                              | 4:37     |  |
| 5.               | «Destiny»                                      | 4:48     |  |
| 6.               | «Happiness»                                    | 3:41     |  |
| 7.               | «Give A Little Kindness»                       | 3:50     |  |
| 8.               | «Be My Baby/Tell Me That You Love Me - Medley» | 4:36     |  |
| 9.               | «Let Me Love Show you»                         | 3:39     |  |
| 10.              | «We Need The Children»                         | 5:08     |  |

| The Best In The World (1990) #1 |                                                    |          |  |
| N.º                             | Título                                             | Duración |  |
| 1.                              | «The Best In The World»                            | 4:07     |  |
| 2.                              | «Straight To The Top»                              | 5:24     |  |
| 3.                              | «I Had A Dream»                                    | 5:40     |  |
| 4.                              | «Look In My Heart» (Joey Carbone, Dennis Belfield) | 6:07     |  |
| 5.                              | «I Just Wanna Be Loved»                            | 5:54     |  |
| 6.                              | «Happiness»                                        | 5:57     |  |
| 7.                              | «What A Feeling»                                   | 6:33     |  |

| Locked Inside a Dream (1991) #1 |                         |          |  |
| N.º                             | Título                  | Duración |  |
| 1.                              | «No Secret»             | 4:25     |  |
| 2.                              | «I Want Your Number»    | 4:50     |  |
| 3.                              | «Every Single Kiss»     | 4:00     |  |
| 4.                              | «Closer To You»         | 4:00     |  |
| 5.                              | «Your Lips Don't Lie»   | 4:56     |  |
| 6.                              | «Through It All»        | 4:50     |  |
| 7.                              | «Say A Prayer Tonight»  | 4:56     |  |
| 8.                              | «Locked Inside A Dream» | 3:57     |  |
| 9.                              | «Count On Me»           | 5:35     |  |
| 10.                             | «New Sensation»         | 4:15     |  |

| Do You See Me? (1992) #2 |                         |          |  |
| N.º                      | Título                  | Duración |  |
| 1.                       | «Do You See Me?»        | 4:43     |  |
| 2.                       | «Tal To Me»             | 3:41     |  |
| 3.                       | «One Last Dance»        | 4:53     |  |
| 4.                       | «Puppet On A String»    | 5:02     |  |
| 5.                       | «Somewhere In Jamaica»  | 4:30     |  |
| 6.                       | «Waiting For Your Love» | 4:34     |  |
| 7.                       | «If Only»               | 3:44     |  |
| 8.                       | «Everything You Do»     | 3:58     |  |